# Chester Terrace
Chester Terrace est une rue de Londres.

## Situation et accès
Cette petite rue, située dans le borough de Camden, est une voie semi-privée située à l’est du parc royal de Regent's Park, parallèle à Outer Circle et à Albany Street. Elle longe et dessert Chester Terrace, ensemble résidentiel donnant sur le parc et qui est, de toutes les terraces bordant le parc, celle qui a la plus longue façade ininterrompue : 287 mètres.
La station de métro la plus proche est Great Portland Street, où circulent les rames des lignes  Circle  Hammersmith & City  Metropolitan. Le site est également desservi par la ligne de bus 88 dans Albany Street.

## Origine du nom

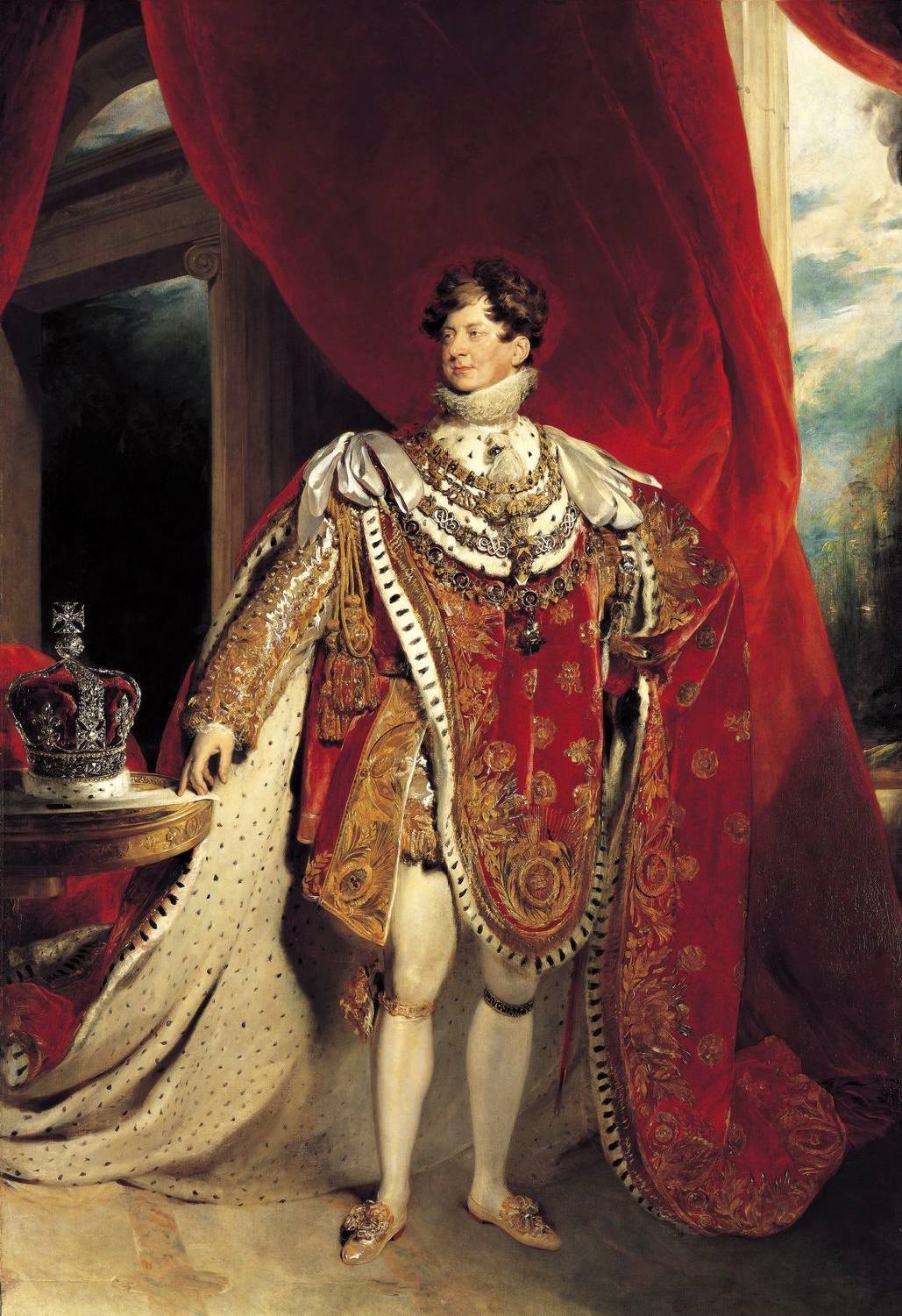
George IV en 1821.

Le nom de Chester Terrace désigne à la fois un ensemble résidentiel de style néoclassique de Regent's Park et la rue qui le longe. Il évoque la mémoire du roi George IV (1762-1830), qui fut, avant de devenir roi, comte de Chester. 

## Historique
Comme pour Cornwall Terrace et York Terrace, les plans architecturaux ont été élaborés par John Nash mais ont ensuite été modifiés presque complètement par Decimus Burton, qui était responsable de la conception existante, construite par son père James Burton en 1825.
Nash était tellement mécontent du dessin de Decimus qu'il demanda la démolition et la reconstruction complète de la terrace, mais en vain ,. 

## Bâtiments remarquables et lieux de mémoire
Les 42 maisons qui composent la terrace sont des bâtiments classés de grade I. À chaque extrémité de la rue se dresse un arc corinthien surmonté d’un entablement sur lequel est écrit en gros caractères blancs sur fond bleu le nom de Chester Terrace, constituant ainsi probablement les plus grandes plaques de rue de Londres. 
On trouve deux plaques bleues dans la rue, l'une à la mémoire de l'architecte Charles Robert Cockerell  et l'autre en souvenir de l'officier de la Royal Air Force John Salmond (1881-1968). 
- No 1 : l'acteur Ralph Richardson et son épouse Meriel Forbes ont vécu à cette adresse jusqu'en 1983.

- No 3 : Nash House ; présente un buste de l'architecte John Nash sur son côté ouest, identique à celui de l'église All Souls sur Langham Place. Le politicien John Profumo a vécu à cette adresse de 1948 à 1965[8]  Son ancienne maîtresse, Christine Keeler, a ensuite habité à Chester Close North, non loin de là.

- No 19 : le compositeur Arnold Bax a vécu ici de 1911 à 1918.

## Chester Square dans les médias
- La série Chapeau melon et bottes de cuir a utilisé Chester Square dans l'épisode intitulé « À vos souhaits ! » (1968)[9].

- La rue apparaît dans la version filmée de 1997 de Keep The Aspidistra Flying de George Orwell.

- La rue est mentionnée dans le livre Tous les chemins mènent au calvaire de Jérôme K. Jérôme, qui l'évoque également dans le roman Malvina de Bretagne.

- Chester Square est un endroit important dans le film Vivre un grand amour (1955).

- La rue apparaît dans le film Confession à un cadavre (1965).

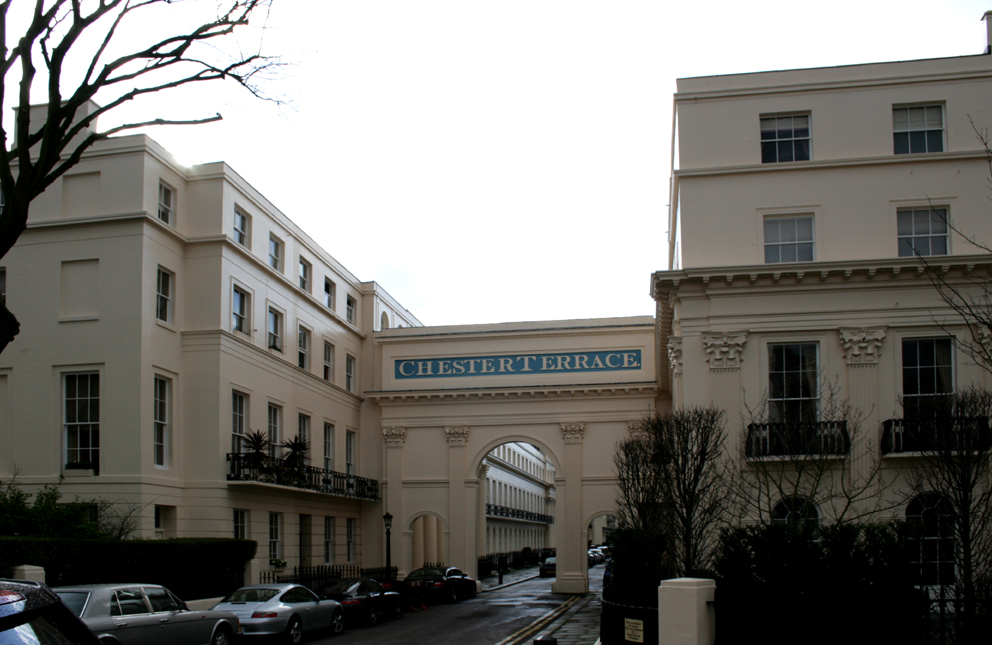
Extrémité nord.
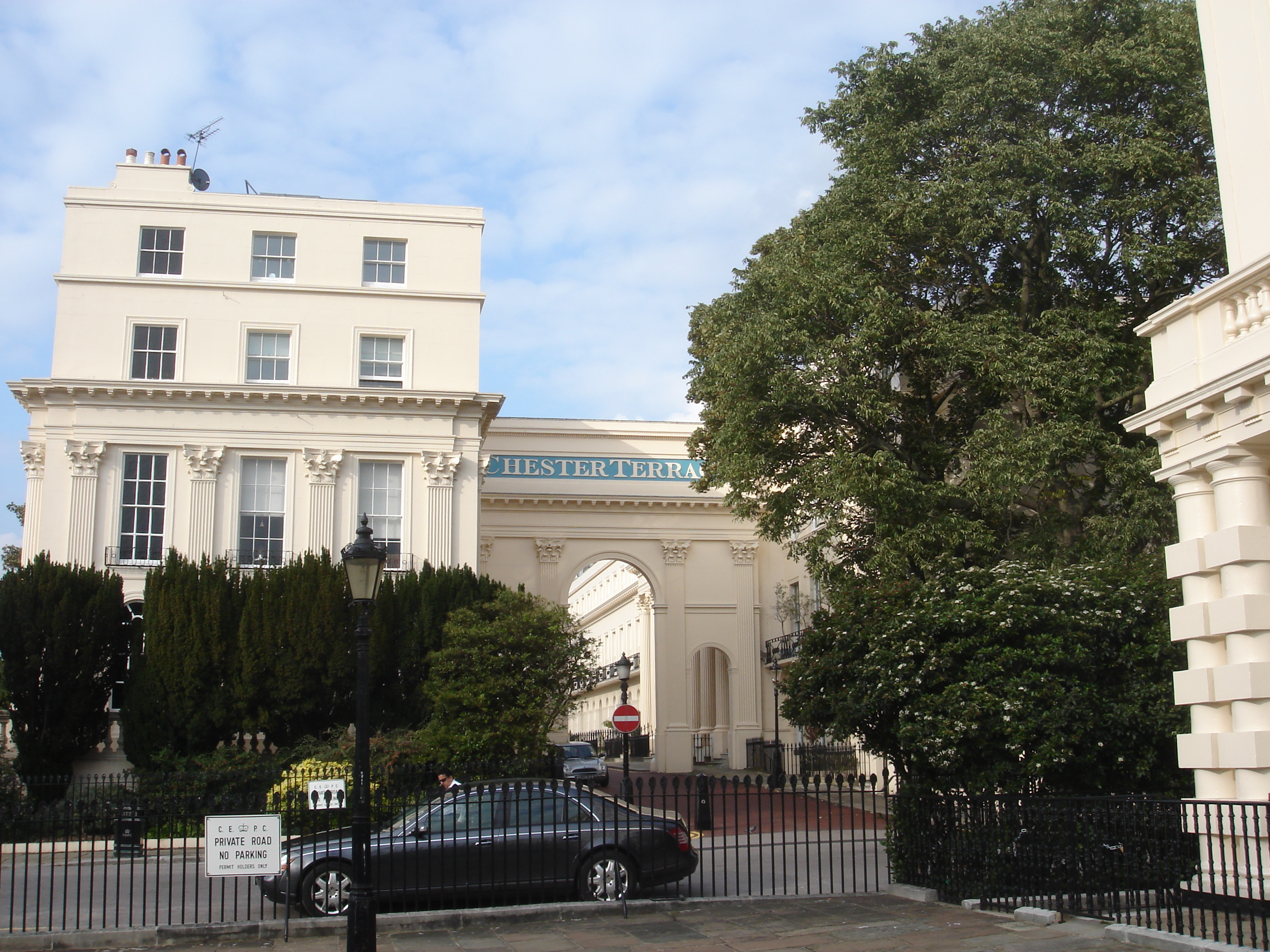
Extrémité sud.
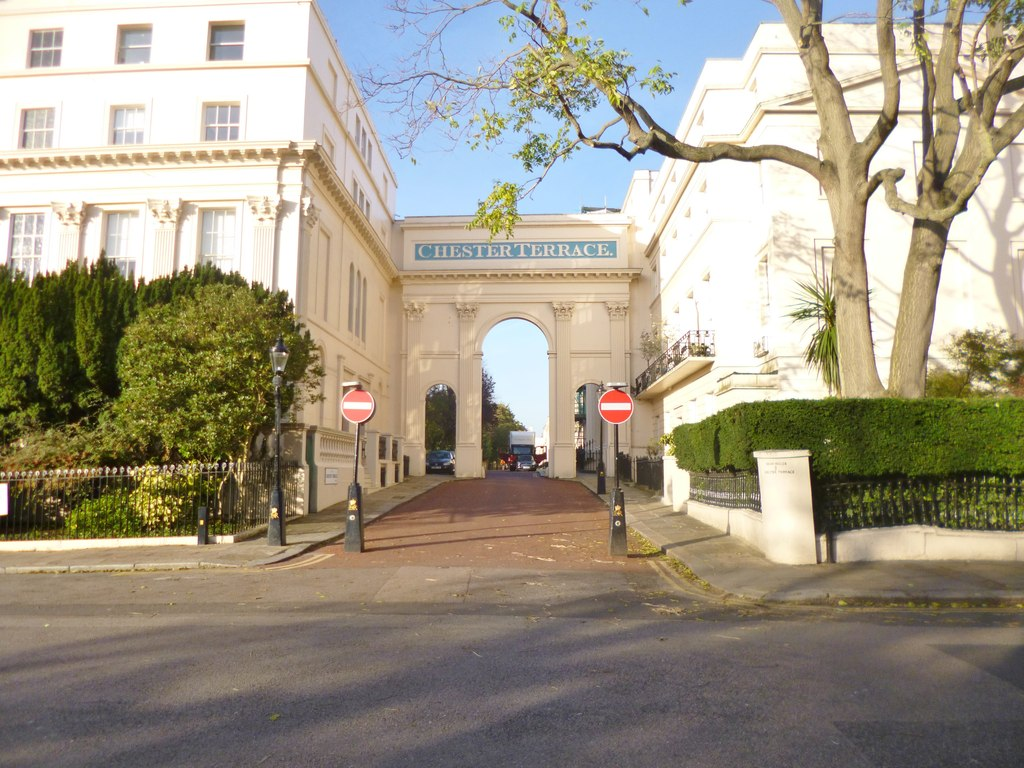
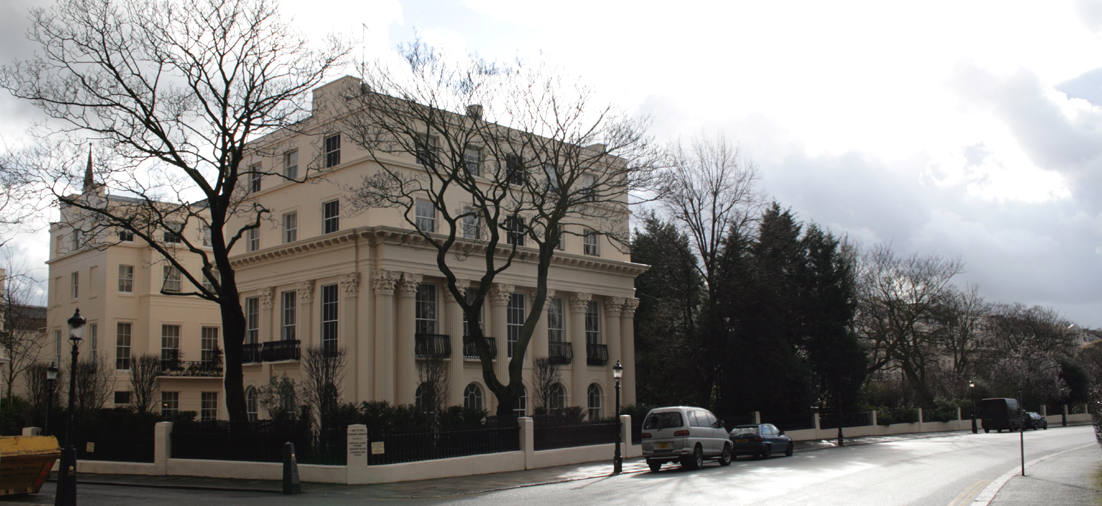